# Sandl (Wachau)

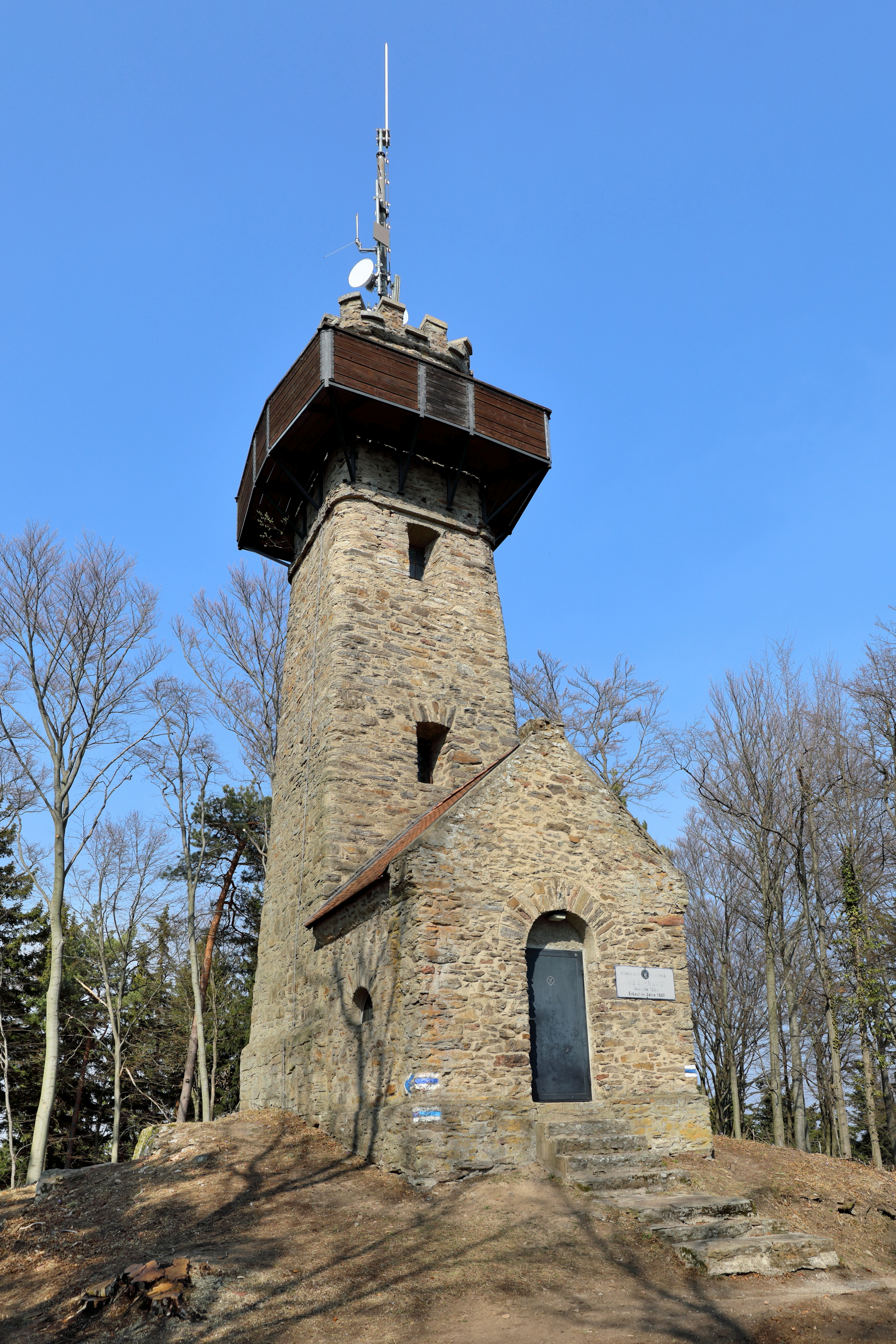
Weiglwarte

Der Sandl ist mit einer Höhe von 723 m ü. A. eine der höchsten Erhebungen der Wachau. Er liegt nördlich der Donauschleife von Rossatz. Auf dem Gipfel befindet sich die 1901 errichtete Weiglwarte (benannt nach Augustin Weigl), von der man einen Ausblick auf die Wachau und das südliche Waldviertel hat.